# Wysiękowe zapalenie ucha środkowego
Wysiękowe zapalenie ucha środkowego (łac. otitis media secretoria, ang. otitis media with effusion, OME, serous/secretory otitis media, SOM) – proces polegający na gromadzeniu się jałowego płynu w jamie bębenkowej. Wysiękowe zapalenie powstaje przy zachowanej błonie bębenkowej (brak perforacji).

## Etiologia
Zapalenie wysiękowe występuje głównie u dzieci do 10 roku życia, ale może zdarzać się także u dorosłych. Częściej spotyka się je u chłopców, wśród rasy białej oraz u osób z rozszczepem podniebienia. Do najczęstszych przyczyn zapalenia wysiękowego należą:
- zakażenia górnych dróg oddechowych
- przerost migdałka gardłowego
- stan po przebytym ostrym zapaleniu ucha środkowego – u 10% dzieci podczas leczenia ostrego zapalenia ucha może dochodzić do wyjałowienia wysięku przez antybiotyki a jałowy płyn może utrzymywać się nawet do 3 miesięcy
- alergia
- hipotyreoza
- guzy części nosowej gardła
- zmiany bliznowate i włóknienie w okolicy ujścia gardłowego trąbki słuchowej, często jako skutek radioterapii
- uraz ciśnieniowy

## Patofizjologia
Najczęstszym patomechanizmem wysiękowego zapalenia ucha jest obturacja ujścia gardłowego trąbki słuchowej. Z tego względu do jego powstania dochodzi w przypadku patologii części nosowej gardła. Przewlekle utrzymująca się niedrożność trąbki (na skutek zamknięcia ujścia gardłowego) powoduje podciśnienie w jamie bębenkowej, które doprowadza do powstania przesięku z kapilar wyściółki (błony śluzowej) jamy bębenkowej. Płyn w jamie bębenkowej w przypadku podciśnienia może też powstawać na skutek zmian przepuszczalności naczyń wyściółki. Podciśnienie w uchu środkowym prowadzi stopniowo do metaplazji nabłonka wyścielającego  jamę bębenkową. W nowym nabłonku pojawiają się liczne komórki kubkowe, które produkują gęsty śluz. W konsekwencji w jamie bębenkowej powstaje gęsta wydzielina. Z tego względu jedną z angielskich nazw wysiękowego zapalenia ucha środkowego jest glue ear.
Oprócz tego wyjałowienie wysięku po ostrym zapaleniu ucha środkowego także powoduje powstawanie przewlekłej postaci zapalenia wysiękowego.

## Objawy
Można podzielić w zależności od typu zapalenia wysiękowego. W postaci ostrej dominują:
- ból ucha
- niedosłuch typu przewodzeniowego
- uczucie "przelewania" w uchu

Postać przewlekła charakteryzuje jedynie występowanie niedosłuchu typu przewodzeniowego (rzadko mieszanego) oraz niekiedy szum lub zawroty głowy.

## Diagnostyka i rozpoznanie
Opierają się na wywiadzie, który u dziecka sugeruje najczęściej przerost migdałka gardłowego. U dorosłych zapalenie wysiękowe występuje rzadko i jego stwierdzenie zawsze powinno skłonić do przeprowadzenia diagnostyki w kierunku nowotworów części nosowej gardła.
Diagnostyka wysiękowego zapalenia ucha środkowego opiera się na  badaniu otoskopowym, w którym stwierdzamy:
- miodowe lub żółtawe zabarwienie błony bębenkowej niekiedy z widocznym poziomem płynu za błoną i pęcherzykami powietrza
- wciągnięcie i nastrzyk (poszerzenie kapilar) błony bębenkowej
- pogrubienie błony bębenkowej z nastrzykiem młoteczkowym (poszerzenie naczyń wzdłuż rękojeści młoteczka

Ponadto w badaniu pneumootoskopowym stwierdza się brak ruchomości błony bębenkowej. Do diagnostyki wysiękowego zapalenia ucha środkowego służą także badania audiologiczne:
- audiometria tonalna, w której stwierdza się niedosłuch typu przewodzeniowego
- badanie tympanometryczne, która potwierdza brak ruchomości błony bębenkowej
- badanie odruchów z mięśnia strzemiączkowego- brak odruchów w przypadku zapalenia wysiękowego

## Leczenie
Jest zawsze przyczynowe (na przykład adenotomia przy powiększeniu migdałka gardłowego). Ponadto podaje się leki przeciwzapalne, leki mukolityczne, udrożniające trąbkę słuchową leki α-mimetyczne, leki antyhistaminowe, niekiedy antybiotykoterapia. Przy braku poprawy w badaniu tympanometrycznym zwykle po 3 miesiącach proponuje się leczenie zabiegowe: paracentezę. Często podczas zabiegu do błony bębenkowej wkłada się specjalne dreniki wentylacyjne (pistony), które umożliwiają odpływ wydzieliny i wyrównanie ciśnienia po obu stronach błony bębenkowej.

## Rokowanie
W przypadku wdrożenia właściwego leczenia jest pomyślne. Jeżeli nie zostaną ustalone prawidłowo wskazania do wykonania paracentezy, może dojść do atrofii i wciągnięcia błony bębenkowej (atelektazji), lub powstania zrostów w jamie bębenkowej (zrostowe zapalenie ucha środkowego).

## Klasyfikacja ICD10
| kod ICD10     | nazwa choroby                                       |
| ------------- | --------------------------------------------------- |
| ICD-10: H65   | Nieropne zapalenie ucha środkowego                  |
| ICD-10: H65.0 | Ostre surowicze zapalenie ucha środkowego           |
| ICD-10: H65.1 | Inne ostre, nieropne zapalenie ucha środkowego      |
| ICD-10: H65.2 | Przewlekłe, surowicze zapalenie ucha środkowego     |
| ICD-10: H65.3 | Przewlekłe, śluzowe zapalenie ucha środkowego       |
| ICD-10: H65.4 | Inne przewlekłe, nieropne zapalenie ucha środkowego |
| ICD-10: H65.9 | Nieropne, nieokreślone zapalenie ucha środkowego    |